# Lista de singles número um na Billboard Hot 100 em 2001
A seguir se apresenta a lista dos singles que alcançaram o número um da Billboard Hot 100 em 2001. A tabela musical classifica o desempenho de singles nos Estados Unidos. Publicada pela revista Billboard, os dados eram recolhidos pela Nielsen SoundScan, com base em cada venda semanal física e digital, e ainda popularidade da canção nas rádios. Em 2001, quatorze canções alcançaram o primeiro posto da tabela pela primeira vez. Todavia, um décimo quinto, "Independent Women Part I" — do grupo feminino Destiny's Child — embora tenha liderado por quatro semanas neste ano — totalizando onze semanas — iniciou a sua corrida no topo no ano anterior e foi, portanto, excluída.

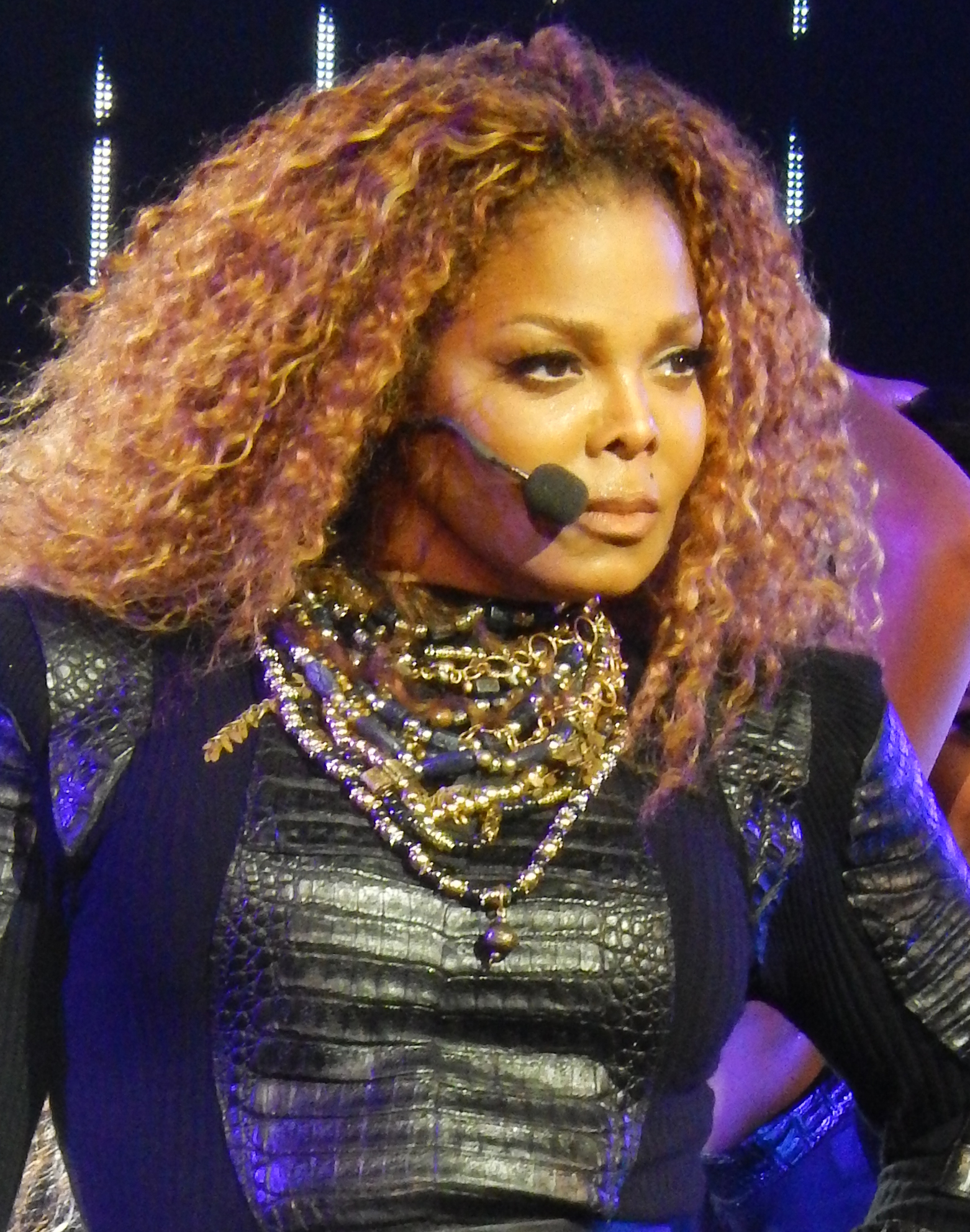
"All for You" rendeu a Janet Jackson o seu décimo número um na Hot 100 e foi também o primeiro número um por uma artista feminina de 2001, totalizando sete semanas no topo, a maior quantidade do ano. Isto posicionou Jackson na quarta colocação da listas de artistas femininas com a maior quantidade de números uns.

Doze artistas conseguiram posicionar um single no número um da Hot 100 pela primeira vez, quer como artista principal quer como convidado. Eles são: Alicia Keys, Crazy Town, Mary J. Blige, Nickelback, OutKast, Shaggy, Ja Rule, Rayvon, e Ricardo "RikRok" Ducent. Destes doze, apenas Keys conseguiu ascender ao topo com o seu trabalho de estreia, "Fallin'", que liderou por seis semanas não-consecutivas, sendo interrompido nas duas vezes por "I'm Real", de Jennifer Lopez com participação de Ja Rule. A liderança de "I'm Real" não foi bem-recebida pela crítica especialista em música, que alegou que o remix com participação de Ja Rule era bastante diferente da versão original e soava como uma nova canção, todavia, a canção apenas conseguiu alcançar o topo devido a um aumento na quantidade de reproduções da versão solo do single. Isto levou o público a acusar a Billboard de injustiça e fez com que a revista alterasse as suas regras. A partir de então, reproduções nas estações de rádios de canções com o mesmo título do mesmo artista mas com melodias substancialmente diferentes não seriam combinadas na computação de posições na tabela musical. "All for You" rendeu a Janet Jackson o seu décimo e último número um na Hot 100 e foi também o primeiro número um por uma artista feminina do ano, totalizando sete semanas no topo, a maior quantidade do ano. Isto posicionou Jackson na quarta colocação da listas de artistas femininas com a maior quantidade de números uns.
"Lady Marmalade" — uma colaboração entre Christina Aguilera, Lil' Kim, Mýa e Pink — conseguiu alcançar o número um 26 anos apenas a versão original pelo grupo feminino Labelle também atingir o posto, fazendo da canção a nona a conseguir liderar a tabela por mais de uma vez com artistas diferentes e a primeira desde "I'll Be There" (1992) por Mariah Carey com participação de Trey Lorenz. Ademais, "Angel" (2001), de Shaggy com participação de Rayvon, juntamente com Lady Marmalade", tornou-se nas segunda e terceira canções a conseguirem alcançar o primeiro posto da Hot 100 apenas devido ao seu desempenho nas estações de rádio norte-americanas, após "Try Again" (2000) de Aaliyah. Shaggy também liderou a tabela com o single "It Wasn't Me" ainda neste ano, fazendo dele, juntamente com Usher ("U Got It Bad" e "U Remind Me"), os dois artistas com mais de um número um em 2001. "U Got It Bad" rendeu a Usher o seu segundo número um consecutivo e liderou a tabela por seis semanas, cinco das quais foram em 2002. Embora tenha liderado apenas por quatro semanas, "Stutter", de Joe com participação de Mystikal, foi a única canção que conseguiu vender mais de 500 mil unidades até ao fim do ano. "How You Remind Me", de Nickelback, foi a última canção a dominar a tabela, liderando por quatro semanas consecutivas, duas das quais foram em 2002, ano no qual foi a canção com o melhor desempenho.
Embora nem sequer tenha conseguido alcançar o primeiro posto da tabela, a canção com o melhor desempenho do ano foi "Hanging by a Moment" de Lifehouse.

## Histórico

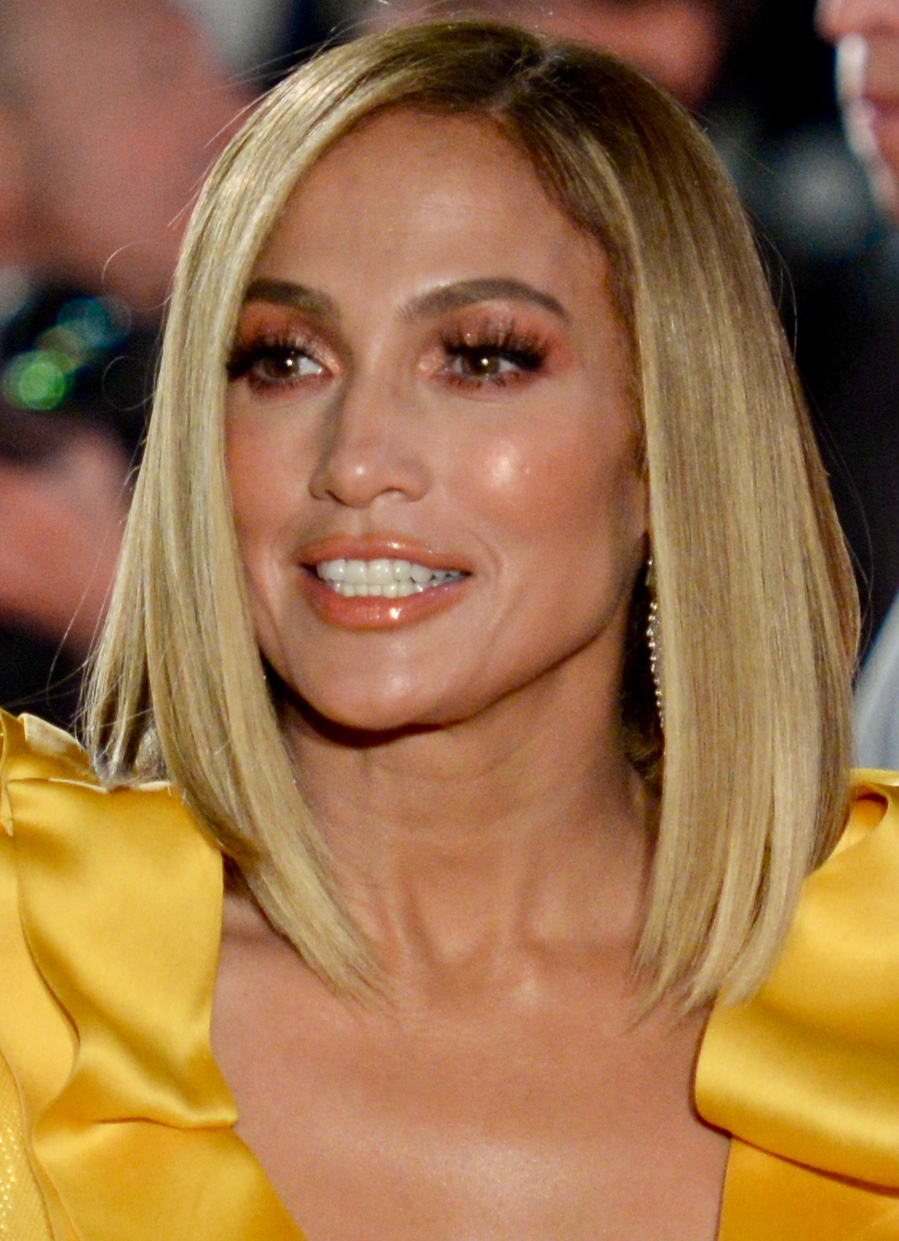
A liderança de "I'm Real", de Jennifer Lopez (imagem) com participação de Ja Rule, foi acusada de injusta pela crítica contemporânea.

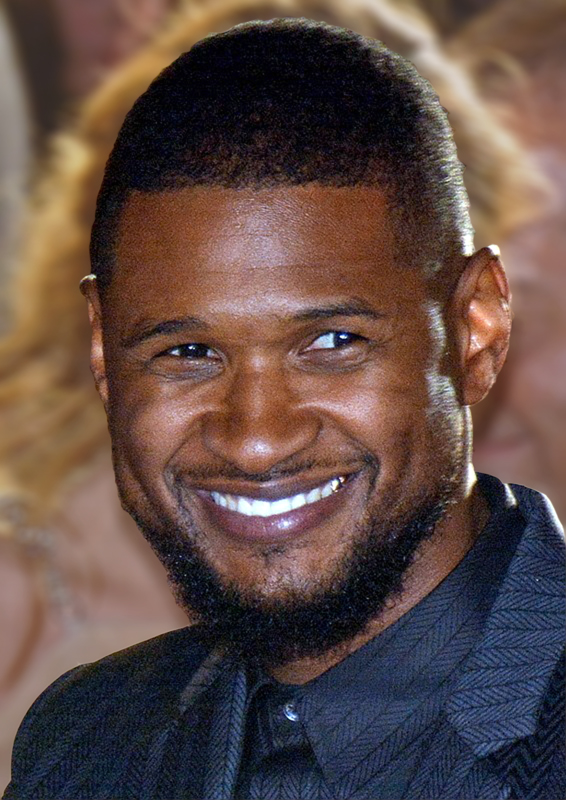
Usher posicionou mais de uma canção no primeiro posto em 2001, com "U Got It Bad" rendendo-lhe o seu segundo número um consecutivo.

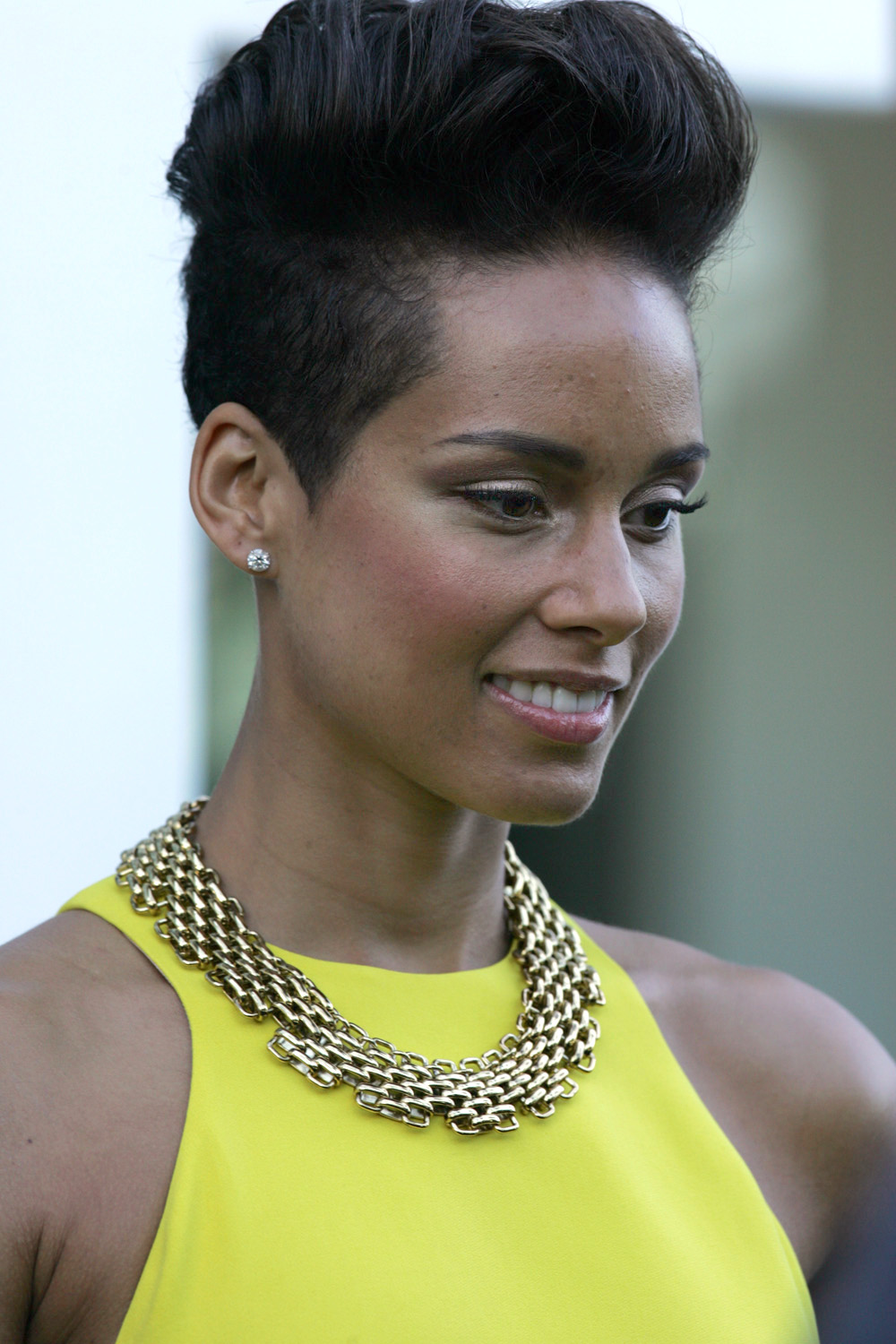
Alicia Keys foi a única artista em 2001 a conseguir alcançar o topo pela primeira vez com o seu trabalho de estreia.

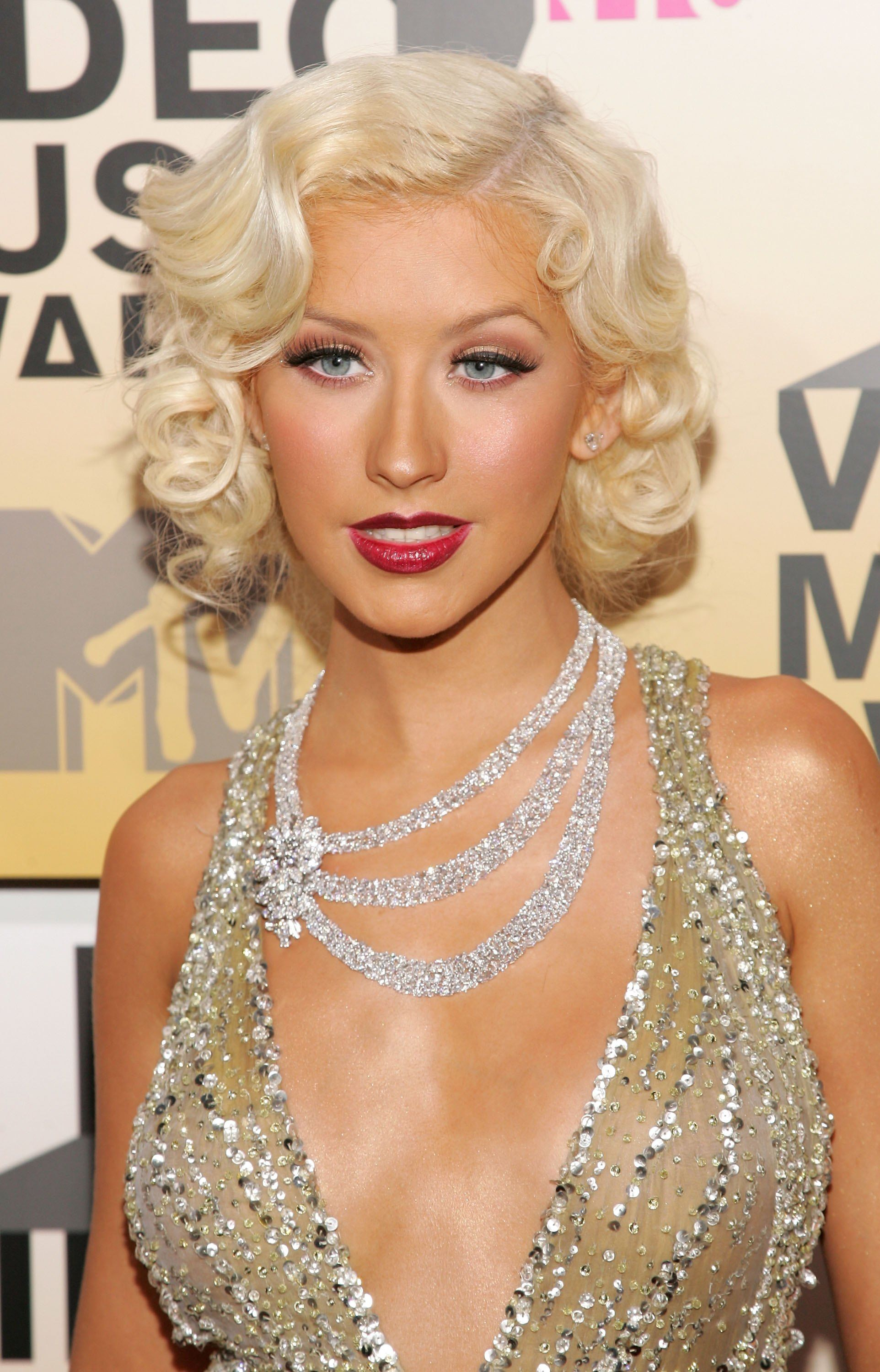
A regravação de "Lady Marmalade", colaboração com Mýa, Pink e Lil' Kim, deu a Christina Aguilera (imagem) seu quarto single em primeiro lugar, posição a qual permaneceu por cinco semanas consecutivas.

| Data            | Canção                     | Artista(s)                                         | Ref.   |
| --------------- | -------------------------- | -------------------------------------------------- | ------ |
| 6 de Janeiro    | "Independent Women Part I" | Destiny's Child                                    | [ 11 ] |
| 13 de Janeiro   | "Independent Women Part I" | Destiny's Child                                    | [ 12 ] |
| 20 de Janeiro   | "Independent Women Part I" | Destiny's Child                                    | [ 13 ] |
| 27 de Janeiro   | "Independent Women Part I" | Destiny's Child                                    | [ 14 ] |
| 3 de Fevereiro  | "It Wasn't Me"             | Shaggy com participação de Ricardo "RikRok" Ducent | [ 15 ] |
| 10 de Fevereiro | "It Wasn't Me"             | Shaggy com participação de Ricardo "RikRok" Ducent | [ 16 ] |
| 17 de Fevereiro | "Ms. Jackson"              | OutKast                                            | [ 17 ] |
| 24 de Fevereiro | "Stutter"                  | Joe com participação de Mystikal                   | [ 18 ] |
| 3 de Março      | "Stutter"                  | Joe com participação de Mystikal                   | [ 19 ] |
| 10 de Março     | "Stutter"                  | Joe com participação de Mystikal                   | [ 20 ] |
| 17 de Março     | "Stutter"                  | Joe com participação de Mystikal                   | [ 21 ] |
| 24 de Março     | "Butterfly"                | Crazy Town                                         | [ 22 ] |
| 31 de Março     | "Angel"                    | Shaggy com participação de Rayvon                  | [ 23 ] |
| 7 de Abril      | "Butterfly"                | Crazy Town                                         | [ 24 ] |
| 14 de Abril     | "All for You"              | Janet Jackson                                      | [ 25 ] |
| 21 de Abril     | "All for You"              | Janet Jackson                                      | [ 26 ] |
| 28 de Abril     | "All for You"              | Janet Jackson                                      | [ 27 ] |
| 5 de Maio       | "All for You"              | Janet Jackson                                      | [ 28 ] |
| 12 de Maio      | "All for You"              | Janet Jackson                                      | [ 29 ] |
| 19 de Maio      | "All for You"              | Janet Jackson                                      | [ 30 ] |
| 26 de Maio      | "All for You"              | Janet Jackson                                      | [ 31 ] |
| 2 de Junho      | "Lady Marmalade"           | Christina Aguilera, Lil' Kim, Mýa e Pink           | [ 32 ] |
| 9 de Junho      | "Lady Marmalade"           | Christina Aguilera, Lil' Kim, Mýa e Pink           | [ 33 ] |
| 16 de Junho     | "Lady Marmalade"           | Christina Aguilera, Lil' Kim, Mýa e Pink           | [ 34 ] |
| 23 de Junho     | "Lady Marmalade"           | Christina Aguilera, Lil' Kim, Mýa e Pink           | [ 35 ] |
| 30 de Junho     | "Lady Marmalade"           | Christina Aguilera, Lil' Kim, Mýa e Pink           | [ 36 ] |
| 7 de Julho      | "U Remind Me"              | Usher                                              | [ 37 ] |
| 14 de Julho     | "U Remind Me"              | Usher                                              | [ 38 ] |
| 21 de Julho     | "U Remind Me"              | Usher                                              | [ 39 ] |
| 28 de Julho     | "U Remind Me"              | Usher                                              | [ 40 ] |
| 4 de Agosto     | "Bootylicious"             | Destiny's Child                                    | [ 41 ] |
| 11 de Agosto    | "Bootylicious"             | Destiny's Child                                    | [ 42 ] |
| 18 de Agosto    | "Fallin'"                  | Alicia Keys                                        | [ 43 ] |
| 25 de Agosto    | "Fallin'"                  | Alicia Keys                                        | [ 44 ] |
| 1 de Setembro   | "Fallin'"                  | Alicia Keys                                        | [ 45 ] |
| 8 de Setembro   | "I'm Real"                 | Jennifer Lopez com participação de Ja Rule         | [ 46 ] |
| 15 de Setembro  | "I'm Real"                 | Jennifer Lopez com participação de Ja Rule         | [ 47 ] |
| 22 de Setembro  | "I'm Real"                 | Jennifer Lopez com participação de Ja Rule         | [ 48 ] |
| 29 de Setembro  | "Fallin'"                  | Alicia Keys                                        | [ 49 ] |
| 6 de Outubro    | "Fallin'"                  | Alicia Keys                                        | [ 50 ] |
| 13 de Outubro   | "Fallin'"                  | Alicia Keys                                        | [ 51 ] |
| 20 de Outubro   | "I'm Real"                 | Jennifer Lopez com participação de Ja Rule         | [ 52 ] |
| 27 de Outubro   | "I'm Real"                 | Jennifer Lopez com participação de Ja Rule         | [ 53 ] |
| 3 de Novembro   | "Family Affair"            | Mary J. Blige                                      | [ 54 ] |
| 10 de Novembro  | "Family Affair"            | Mary J. Blige                                      | [ 55 ] |
| 17 de Novembro  | "Family Affair"            | Mary J. Blige                                      | [ 56 ] |
| 24 de Novembro  | "Family Affair"            | Mary J. Blige                                      | [ 57 ] |
| 1 de Dezembro   | "Family Affair"            | Mary J. Blige                                      | [ 58 ] |
| 8 de Dezembro   | "Family Affair"            | Mary J. Blige                                      | [ 59 ] |
| 15 de Dezembro  | "U Got It Bad"             | Usher                                              | [ 60 ] |
| 22 de Dezembro  | "How You Remind Me"        | Nickelback                                         | [ 61 ] |
| 29 de Dezembro  | "How You Remind Me"        | Nickelback                                         | [ 62 ] |